# Silina Pha Aphay
Silina Pha Aphay (* 29. März 1996 in Champasak) ist eine laotische Leichtathletin, die sich auf den Sprint spezialisiert hat und auch im Weitsprung an den Start geht.

## Sportliche Laufbahn
Erste Erfahrungen bei internationalen Meisterschaften sammelte Silina Pha Aphay im Jahr 2017, als sie bei den Südostasienspielen in Kuala Lumpur mit 25,51 s in der ersten Runde im 200-Meter-Lauf ausschied. Im Jahr darauf nahm sie an den Asienspielen in Jakarta teil und schied dort mit 12,95 s und 26,06 s jeweils im Vorlauf über 100 und 200 Meter aus. 2019 kam sie bei den Asienmeisterschaften in Doha mit 12,52 s in der Vorrunde im 100-Meter-Lauf aus und im Dezember schied sie bei den Südostasienspielen in Capas mit neuen Landesrekorden von 12,31 s und 25,37 s in der ersten Runde über 100 und 200 Meter aus. 2021 nahm sie dank einer Wildcard über 100 Meter an den Olympischen Spielen in Tokio teil und schied dort mit 12,41 s in der Vorausscheidung aus. Zudem war sie Fahnenträgerin ihrer Nation während der Eröffnungsfeier der Spiele.
2022 schied sie bei den Südostasienspielen in Hanoi mit 12,62 s und 25,66 s jeweils in der ersten Runde über 100 und 200 Meter aus und im Jahr darauf belegte sie bei den Südostasienspielen in Phnom Penh mit 5,17 m den siebten Platz im Weitsprung und kam über 100 Meter mit 12,59 s nicht über den Vorlauf hinaus. Anschließend startete sie dank einer Wildcard über 100 Meter bei den Weltmeisterschaften in Budapest und schied dort mit 12,67 s in der ersten Runde aus. Ende September schied sie bei den Asienspielen in Hangzhou mit 12,58 s im Vorlauf über 100 Meter aus. 2024 nahm sie erneut an den Olympischen Spielen in Paris teil und schied dort mit 12,45 s in der Vorausscheidungsrunde aus. Zudem war sie erneut Fahnenträgerin ihrer Nation während der Eröffnungsfeier der Spiele. Im Jahr darauf kam sie be den Asienmeisterschaften in Gumi mit 12,74 s nicht über die Vorrunde über 100 Meter hinaus.
2021 wurde Pha Aphay laotische Meisterin im 100-Meter-Lauf.

## Persönliche Bestleistungen
- 100 Meter: 12,31 s (−0,1 m/s), 8. Dezember 2019 in Capas (laotischer Rekord)
- 200 Meter: 25,37 s (0,0 m/s), 7. Dezember 2019 in Capas (laotischer Rekord)
- Weitsprung: 5,17 m, 10. Mai 2023 in Phnom Penh